# غاري سكوت
غاري سكوت (بالإنجليزية: Gary Scott)‏ (3 فبراير 1978 بليفربول في المملكة المتحدة - ) هو لاعب كرة قدم بريطاني في مركز الدفاع. لعب مع نادي ترانمير روفرز لكرة القدم ونادي روذرهام يونايتد ونادي ألترينتشام وليه جنيسيس ‏.

## وصلات خارجية
- غاري سكوت على موقع قاعدة بيانات كرة القدم.إي يو (الإنجليزية)
- غاري سكوت على موقع Soccerbase.com (لاعب) (الإنجليزية)